# 渋谷郵便局

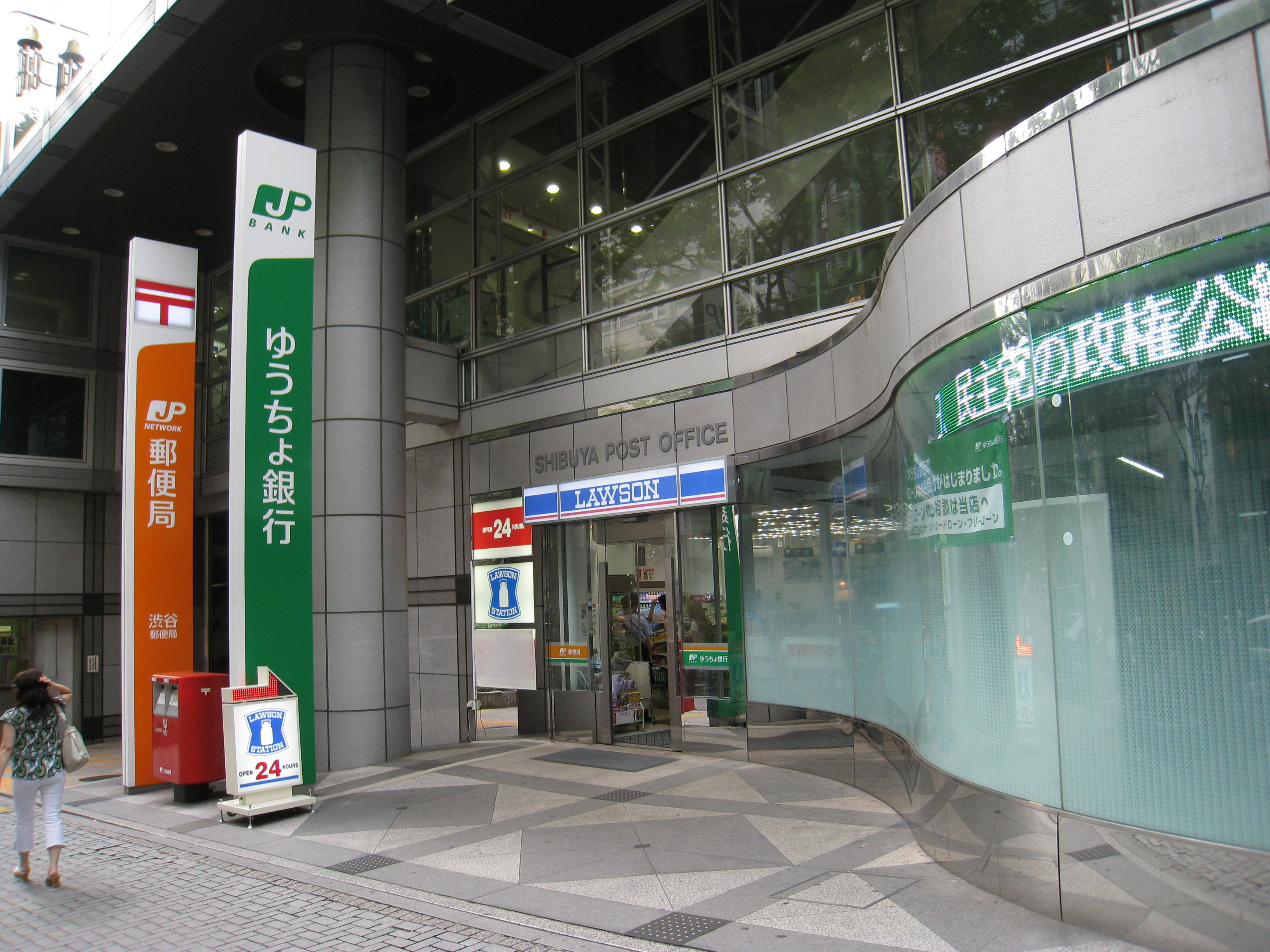
ローソンを併設した局舎

渋谷郵便局（しぶやゆうびんきょく）は、東京都渋谷区渋谷の宮益坂にある郵便局。民営化前の分類では集配普通郵便局であった。局番号は01041。

## 概要
住所：〒150-8799 東京都渋谷区渋谷1-12-13
現在の庁舎への建て替えが行われている間、渋谷郵便局は神宮前1丁目の明治通り沿い、現在警視庁原宿警察署のある場所にプレハブの仮庁舎を設置して営業していた。

### 併設施設
- ゆうちょ銀行渋谷店（本店渋谷出張所）：取扱店番号010410
- ゆうパック決済センター　代金引換ゆうパックまとめ送金サービスの送金事務、審査などを行う本社直轄機関

### 分室
窓口分室はなし（私書箱分室はある）。

## 沿革
- 1883年（明治16年）7月11日 - 中渋谷郵便支局として、南豊島郡中渋谷村に開設。同年11月に貯金預所を設置[2]。
- 1885年（明治18年）8月31日 - 廃止[2]。
- 1896年（明治29年）3月21日 - 中渋谷郵便受取所として再設置[2]。
- 1904年（明治37年）3月31日 - 渋谷郵便局（特定三等）となる[2]。
- 1920年（大正9年）8月1日 - 渋谷電信取扱所の廃止に伴い、取扱事務を継承[3]。
- 1993年（平成5年）7月1日 - 外国通貨の両替および旅行小切手の売買に関する業務の取扱を開始[4]。
- 2000年（平成12年）2月23日 - 忠犬ハチ公の縁にちなみ、渋谷駅前ハチ公広場にて秋田県大館市の大館郵便局と友好姉妹郵便局の提携調印式を行う[5]。
- 2007年（平成19年）10月1日 - 民営化に伴い、併設された郵便事業渋谷支店、ゆうちょ銀行渋谷店、かんぽ生命保険渋谷支店に一部業務を移管。同日、局内にコクヨグループのプリンティングサービスショップ「ポスタルスクウェア渋谷郵便局店」が開店[6]。
- 2009年（平成21年）7月1日 - かんぽ生命保険渋谷支店を新宿支店に統合し廃止。
- 2012年（平成24年）10月1日 - 日本郵便株式会社の発足に伴い、郵便事業渋谷支店を渋谷郵便局に統合。
- 時期不明 - 「ポスタルスクウェア渋谷郵便局店」閉店。なおポスタルスクウェアの企画した葉書などは引き続き郵便窓口で販売している。

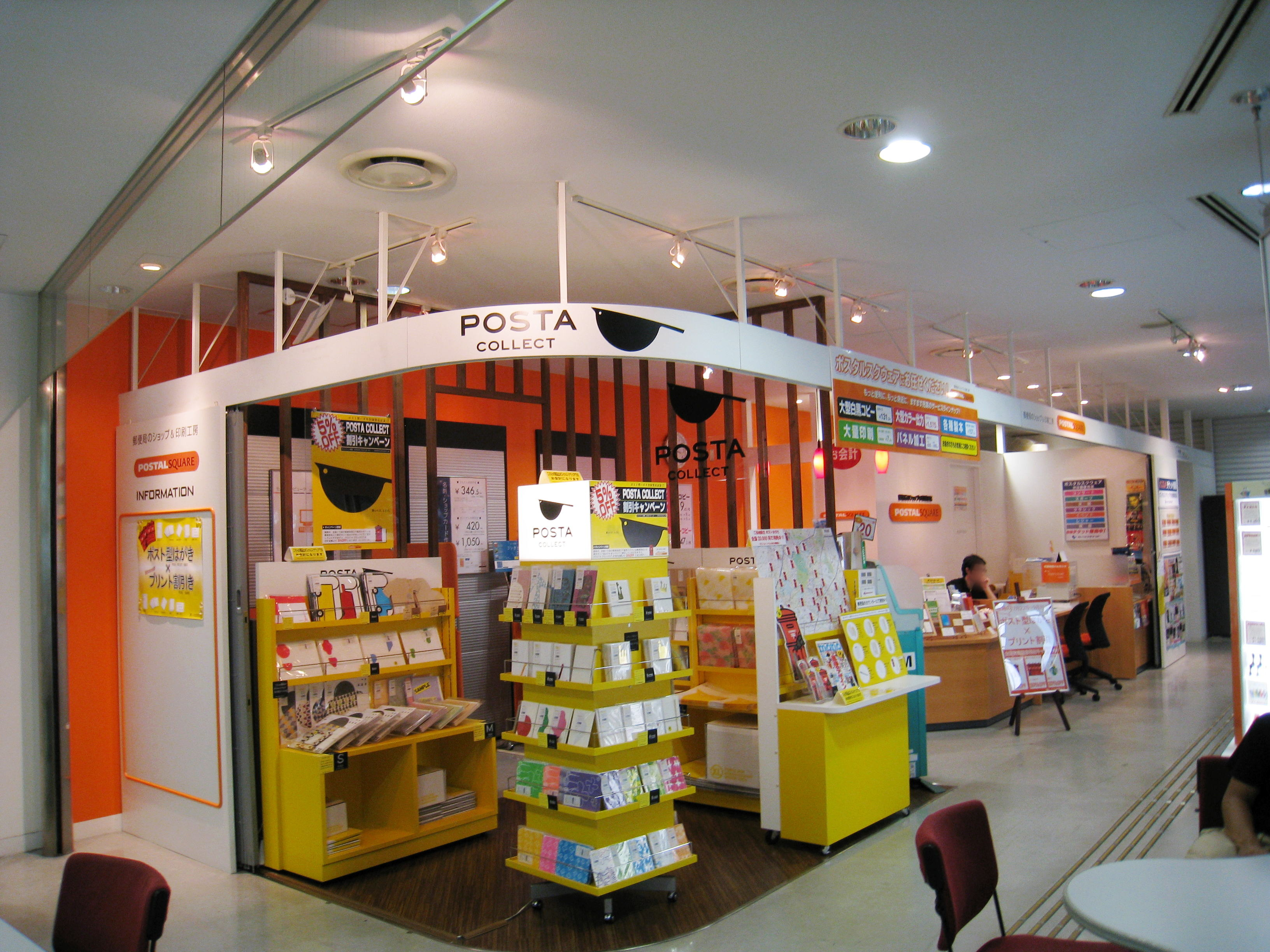
ポスタルスクウェア店舗(現存せず)

## 取扱内容

### 渋谷郵便局
- 郵便、印紙、ゆうパック、内容証明
- 生命保険、バイク自賠責保険、自動車保険、がん保険、引受条件緩和型医療保険 - 平日18時まで営業。
- 渋谷区内の一部地域（〒150-xxxx）の集配業務。尚、代々木郵便局区内の大部分のポストの取集も行う。
- ゆうゆう窓口

### ゆうちょ銀行渋谷店
- 貯金、貸付、為替、振替、振込、国際送金、外貨両替、国債、投資信託、変額年金保険、スルガ銀行の個人ローンの申込 - 平日16時まで営業。
- ATM

## その他
- 風景印
  - 現在の図案（2014年1月23日より） - 渋谷郵便局の局舎、ハチ公像、ハナショウブ（渋谷区の花）、富士山（局舎上層階から見える）[7]。
  - 過去の図案（2014年1月22日まで） - ハチ公像、シダレザクラ、神宮橋[8]。
- JPローソン渋谷郵便局店 - 1Fにあるコンビニエンスストア。24時間営業。

## 周辺
- 宮益坂
- 金王坂
- 美竹町
- 渋谷ヒカリエ - 局の対面に北側出入口がある。

## ギャラリー

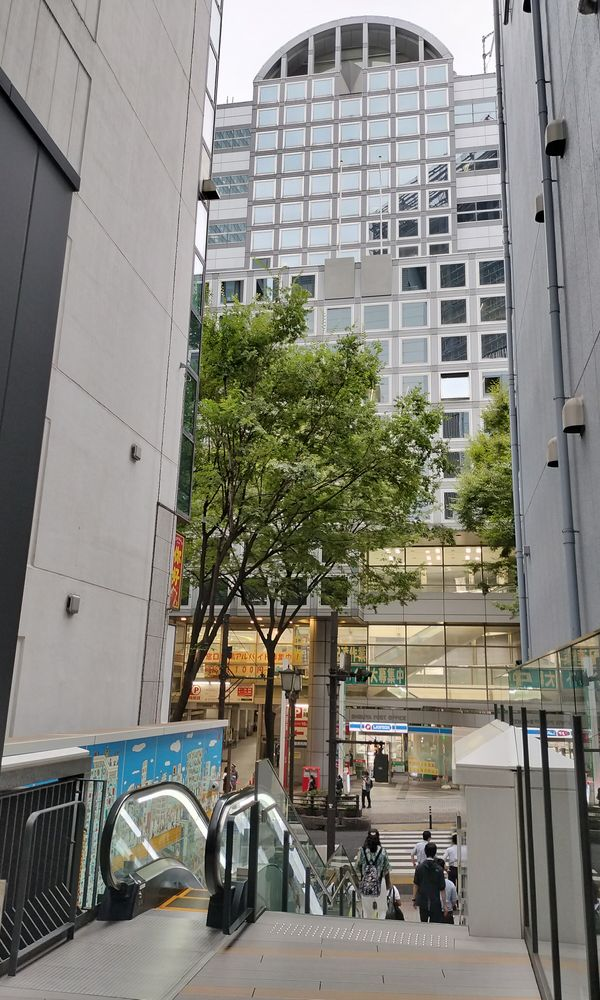
ヒカリエから局舎を見る
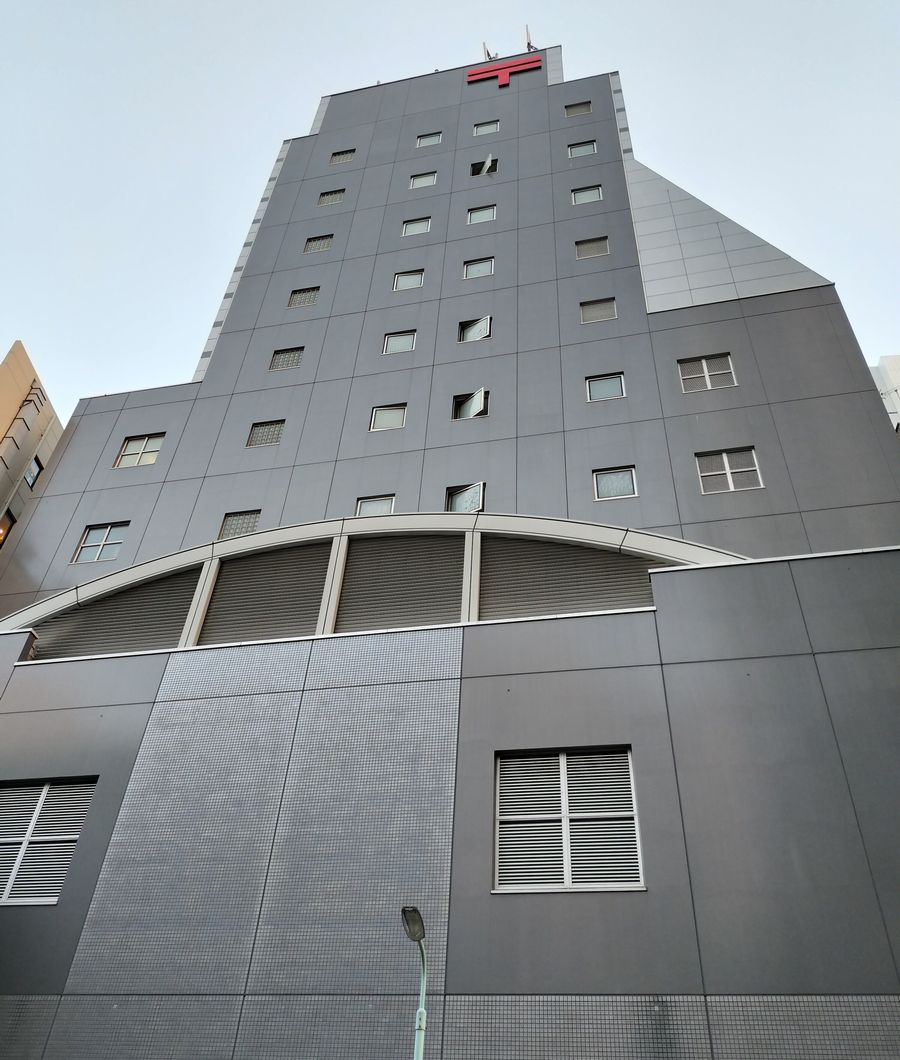
局舎の裏側（北側）

## アクセス
- JR山手線、京王井の頭線、東急東横線・田園都市線、東京メトロ銀座線・半蔵門線 渋谷駅（東口）から徒歩約7分
- 都営バス 渋谷二丁目停留所もしくは渋谷駅東口停留所下車
- 首都高渋谷線 渋谷出入口
- 駐車場あり：5台